# Sofilari
Sofilari (makedonsky: Софилари) je vesnice v Severní Makedonie. Nachází se v opštině Štip ve Východním regionu.

## Geografie
Vesnice se nachází u řeky Bregalnica, nedaleko silnice Štip-Radoviš a 6 km od města Štip. Vesnice je rovinatá a leží v nadmořské výšce 250 metrů. Celková rozloha činí 6,3 km2.

## Demografie
Podle sčítání lidu z roku 2002 žije 33 obyvatel, z toho 21 jsou Makedonci a 12 Valaši.
| Rok          | 1948 | 1953 | 1961 | 1971 | 1981 | 1991 | 1994 | 2002 |
| ------------ | ---- | ---- | ---- | ---- | ---- | ---- | ---- | ---- |
| Obyvatelstvo | 179  | 250  | 273  | 234  | 130  | 88   | 59   | 33   |